# Godomey Togoudo
Godomey Togoudo est un quartier de l'arrondissement de Godomey dans la commune d'Abomey-Calavi localisée dans le département de l'Atlantique dans le Sud du Bénin,

## Histoire et toponymie

### Histoire
Godomey Togoudo devient officiellement un quartier de l'arrondissement de Godomey le 27 mai 2013 après la délibération et adoption par l'Assemblée nationale du Bénin en sa séance du 15 février 2013 de la loi n° 2013-O5 du 15/02/2013 portant création, organisation, attributions et fonctionnement des unités administratives locales en République du Bénin.

### Toponymie
Togoudo veut dire derrière la rivière en fongbe. La rivière sur laquelle est construit un pont s'appelle Djonou.

## Géographie
Godomey Togoudo fait partie des 49 villages et quartiers de ville que compte l'arrondissement de Godomey.

## Population
Selon le Recensement Général de la Population et de l'Habitation(RGPH4) de l'Institut National de la Statistique et de l'Analyse Economique(INSAE) au Bénin en 2013, la population de Godomey Togoudo compte 17481 ménages avec un effectif de 77510 habitants.
| Indicateur           | 2013  |
| -------------------- | ----- |
| Nombre de ménages    | 17481 |
| Population féminine  | 38384 |
| Population masculine | 39126 |
| Population totale    | 77510 |

### Galerie de photos

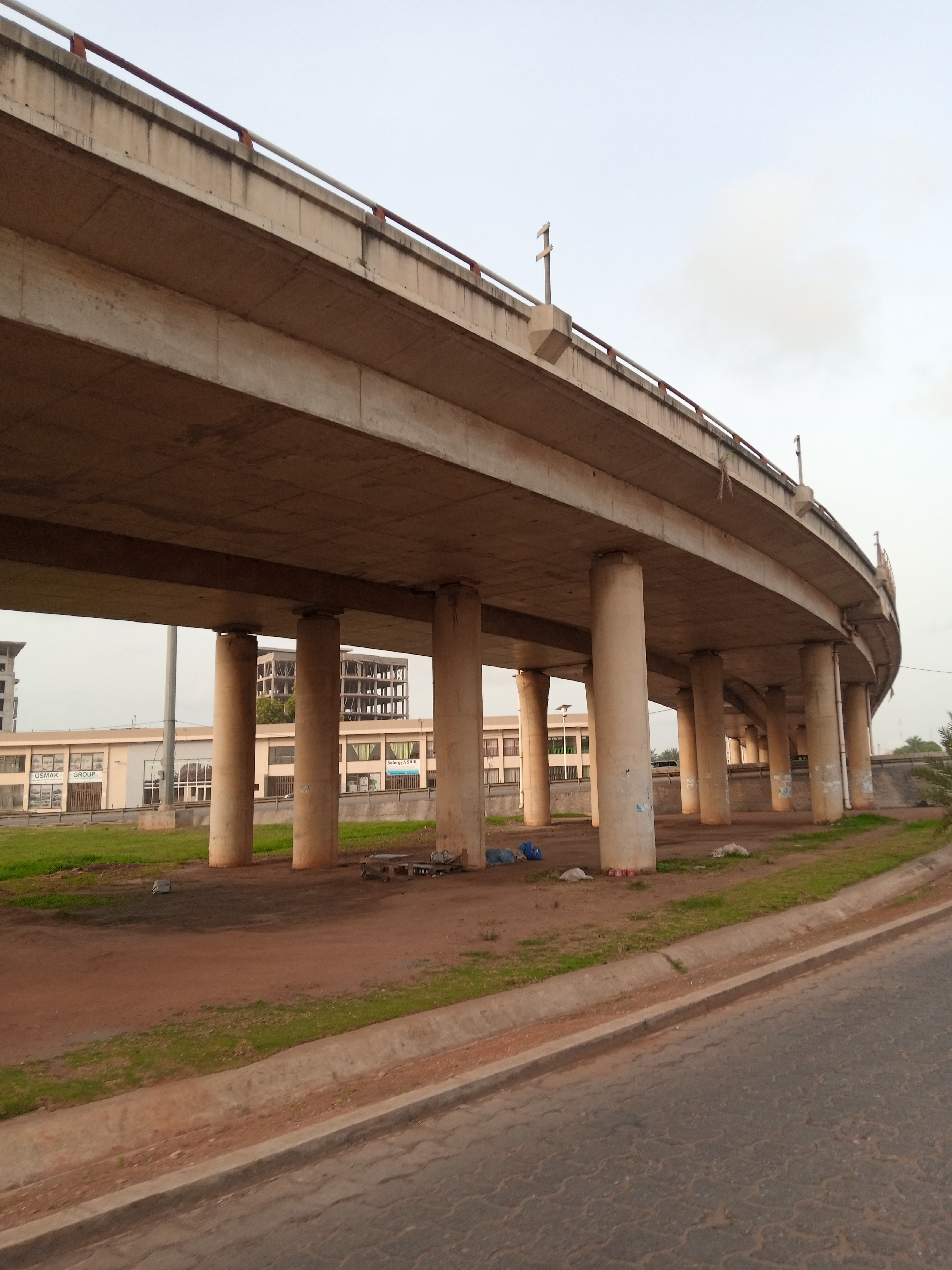
Échangeur de Godomey
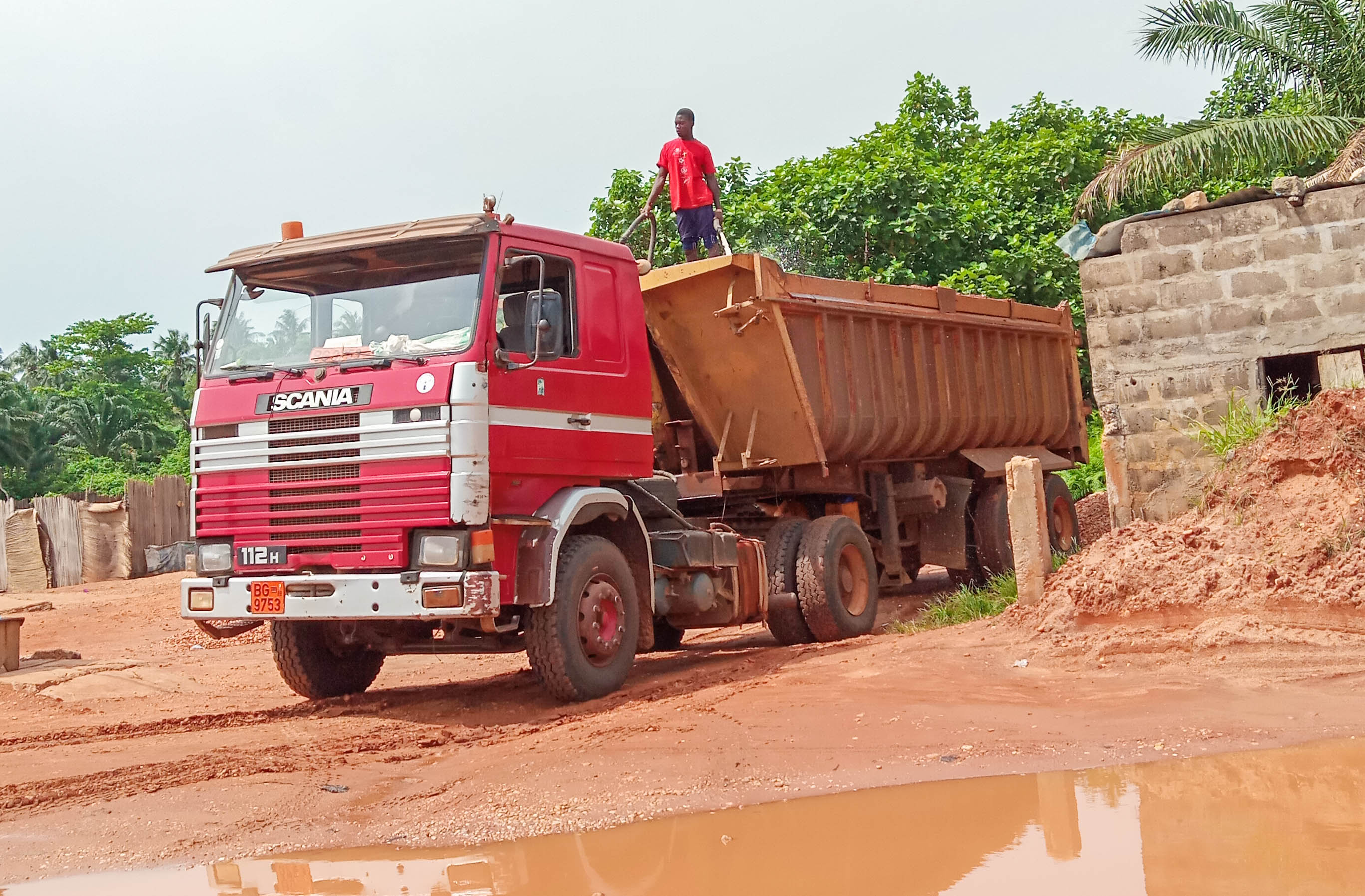
Chargement de gravier à Godomey Togoudo
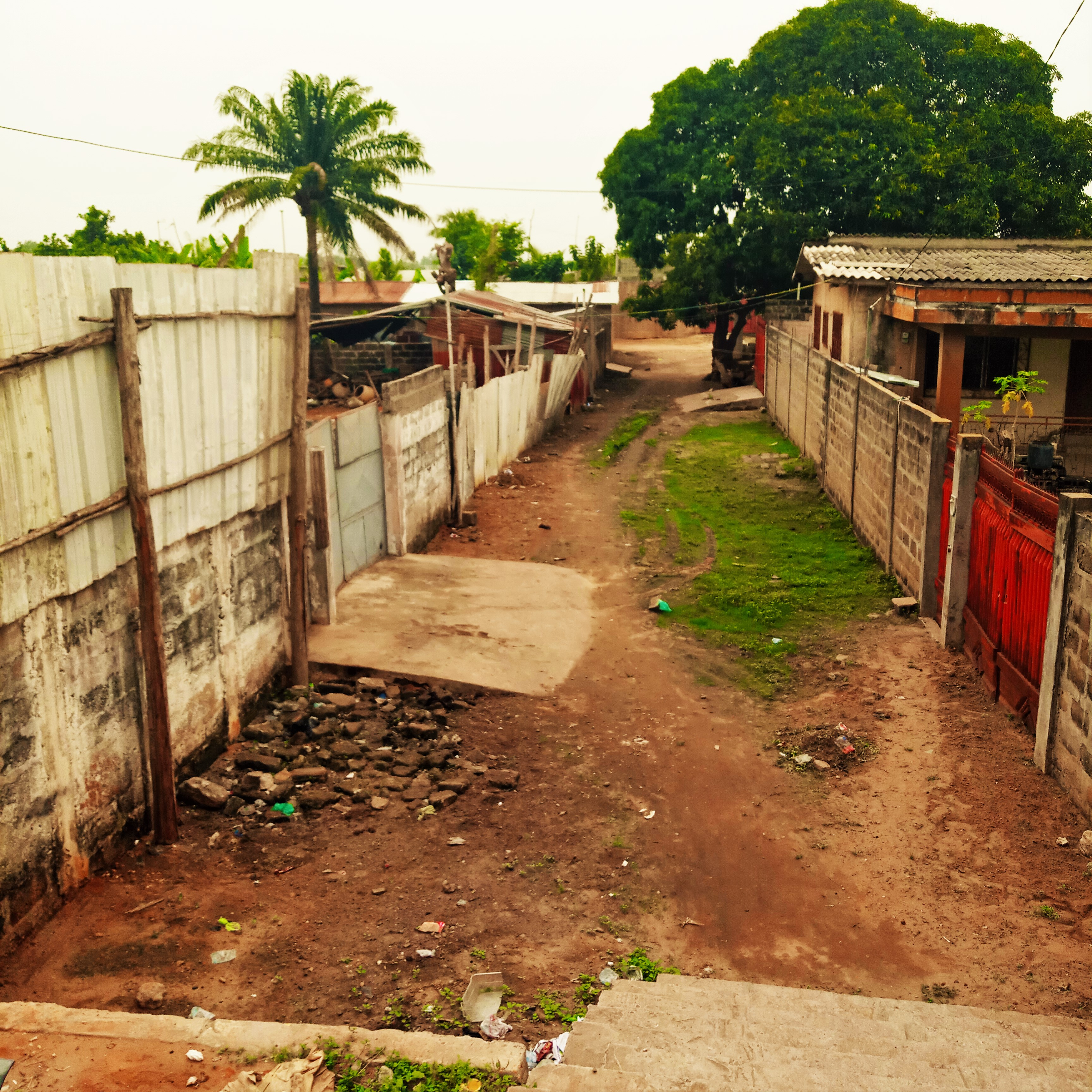
Une ruelle de Godomey (Togoudo)